# Phanogomphus australis
Phanogomphus australis – gatunek ważki z rodziny gadziogłówkowatych (Gomphidae). Występuje w południowo-wschodniej części USA; stwierdzony na terenie stanów: Karolina Południowa, Karolina Północna, Missisipi, Georgia, Floryda i Alabama.